# Carlos Julio Arosemena Monroy
Carlos Julio Arosemena Monroy (Guayaquil, 24 de agosto de 1919 - Ibidem, 5 de marzo de 2004) fue un político ecuatoriano, jurista guayaquileño, diputado por la provincia del Guayas, fue vicepresidente en primera instancia y posteriormente ejerció como  presidente del Ecuador.

## Biografía
Nació en Guayaquil el 24 de agosto de 1919, hijo de Carlos Julio Arosemena Tola, que también fue presidente del Ecuador, y de Laura Monroy Garaycoa. Fue primo hermano del también presidente de la República Otto Arosemena Gómez.
Todos sus estudios los realizó en su ciudad natal. Los primeros años en la escuela María Auxiliadora, de las monjas salesianas, que por esa época recibía niños en los primeros grados de primaria; luego pasó al Cristóbal Colón, de los padres salesianos y la secundaria la culminó en el Instituto Nacional, aunque debió graduarse en el Vicente Rocafuerte porque así lo disponía la Ley de Educación vigente en esos años. Finalmente ingresó a la Universidad de Guayaquil donde el 14 de diciembre de 1945 obtuvo el título de doctor en Jurisprudencia.

### Matrimonio y descendencia
En 1946 contrajo matrimonio con Gladys Peet Landin, de quien tendría dos hijos:
- Carlos Julio Arosemena Peet
- Sandra Arosemena Peet

Se dice que mientras la pareja presidencial vivió en Quito, donde ocupaba la Quinta La Balbina (actual Academia de Guerra) en el valle de Los Chillos, el entonces presidente Arosemena Monroy solía izar la bandera del país para mostrar que su esposa estaba en casa y por tanto sus amigos no podían ingresar con intenciones de libar, pero en cuanto ella salía, se izaba la bandera de Guayaquil como señal de que podían acceder a la residencia para beber y jugar cartas.

## Vida política
Ingresó a la política en el año 1952 -cuando con la Federación Nacional Velasquista obtuvo su primera diputación- asistiendo al Congreso Nacional que se instaló el 10 de agosto de ese mismo año. Fue entonces elegido Presidente de la Cámara de Diputados, dignidad que desempeñó hasta el 31 del mismo mes en que el presidente Dr. Velasco Ibarra lo nombró para el cargo de ministro de Defensa, al que renunció poco tiempo después para volver a sus actividades particulares.
Elegido Diputado por la provincia del Guayas, entre 1958 y 1959 asistió nuevamente al Congreso donde se destacó por su violenta pero razonada oposición al gobierno del Dr. Camilo Ponce Enríquez. Posteriormente fue nombrado Director Nacional de Federación Nacional Velasquista y formó binomio -como candidato a la Vicepresidencia de la República- con el Dr. José María Velasco Ibarra que aspiraba a una cuarta administración; y resultó elegido en las Elecciones presidenciales de Ecuador de 1960.

## Vicepresidencia
Asumió el 1 de septiembre de 1960 en medio de grandes expectativas nacionales, pues el pueblo depositó sus esperanzas en Velasco Ibarra, pero poco tiempo después empezaron a surgir serias diferencias ideológicas que produjeron un grave distanciamiento entre los mandatarios.
Esta situación se vio agravada en 1961 cuando, invitado por el Presidium Supremo del Soviet (Parlamento), viajó a la hoy desaparecida Unión Soviética (Rusia) pasando sobre las desautorizaciones del Consejo de Ministros, acusando además que en el gabinete del Dr. Velasco existían hombres con ambiciones de dinero.
Día tras día su distanciamiento con el presidente se fue acentuando cada vez más, hasta que el 7 de noviembre de 1961, el Dr. Velasco Ibarra rompió la Constitución y se proclamó dictador. Ese mismo día, junto a doce legisladores fue encerrado en el penal García Moreno.
La reacción popular no se hizo esperar: el Dr. Velasco Ibarra fue derrocado, siendo reemplazado por el presidente de la Corte Suprema de Justicia Camilo Gallegos Toledo como Presidente Interino por imposición de las Fuerzas Armadas, trasladándose al Palacio de Carondelet, mientras tanto, el Congreso Nacional en la madrugada del 8 de noviembre declaró el abandono del poder por parte de Velasco Ibarra y nombró a Arosemena Monroy Presidente Constitucional siguiendo la sucesión constitucional, siendo liberado el mismo día y posesionado momentos después, no siendo reconocido el interinazgo de Gallegos Toledo, por lo que abandonó el Palacio Presidencial, y las Fuerzas Armadas aceptaron mantener el orden constitucional en la madrugada del 8 de noviembre.

## Presidencia

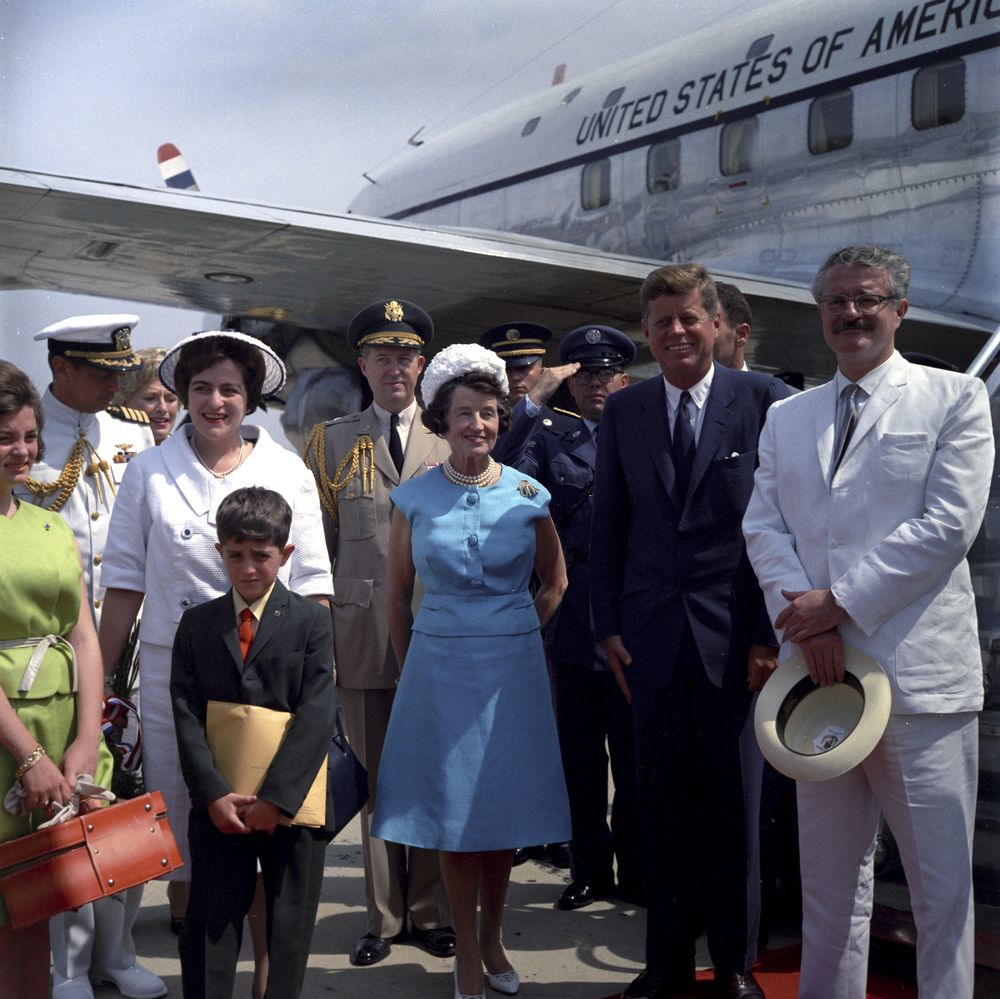
Arosemena junto a John F. Kennedy durante una visita de Estado a Estados Unidos el 23 de julio de 1962.

Inició su mandato en medio del aplauso y la confianza de todo el país, poniendo especial empeño en llevar adelante obras de gran interés nacional. Durante su mandato el país y América Latina se veía enfrentada entre la fascinación por la Revolución Cubana y la influencia de la Iglesia Católica y el conservadurismo. Se modernizaron las telecomunicaciones, se contrataron e iniciaron las construcciones de importantes carreteras, se creó la compañía de aviación TAME, se decretó una reforma a la Ley de Inquilinato por medio de la cual se rebajaron los arrendamientos, se decretó la creación del decimotercer sueldo, se crearon las Universidades Laica y Católica de Guayaquil y se dictaron muchas leyes de verdadero beneficio social.
Luego de algunos meses de gobierno “...serias diferencias entre los ministros y la conducta “alegre” del presidente” (ídem p. 568) -propiciada por malos consejeros- ocasionaron el desmembramiento de su gabinete y seguidamente las Fuerzas Armadas le exigieron el rompimiento de las relaciones con Cuba y los países socialistas. Su popularidad se vio afectada por el fuerte alcoholismo y su conducta atípica para un presidente.

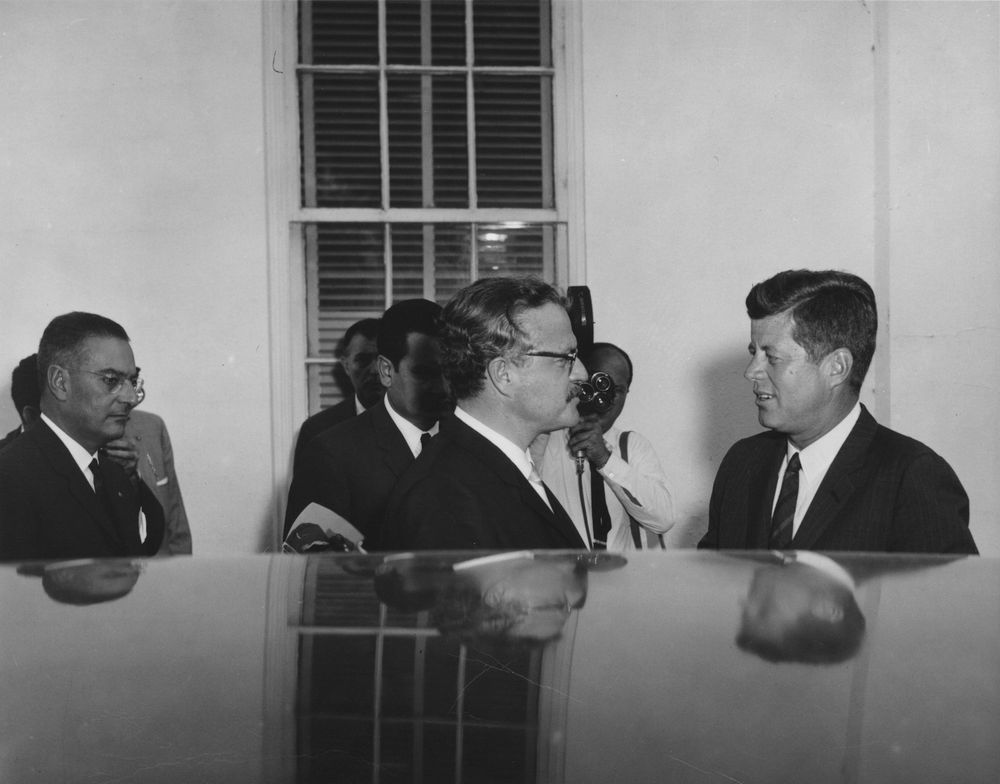
En la entrevista que tuvo Carlos Julio Arosemena con John F. Kennedy discutieron sobre los avances de la Alianza para el Progreso, programa de ayuda económica implementada por Kennedy, y también ver los avances de la Undécima Conferencia Interamericana del cual Ecuador era país anfitrión.

Durante su presidencia se realizó un censo nacional en el año de 1962 registrando 4.564.080 habitantes.
En el Congreso Ordinario de 1962, el diputado conservador por la provincia de Pichincha, Dr. Jorge Salvador Lara, planteó la descalificación del mandatario acusándolo de que con sus procedimientos atentaba contra la dignidad del país. Una estrecha mayoría legislativa lo salvó del trance.
En esa ocasión, su gran habilidad política le permitió sortear todas las acometidas de la oposición y continuar en el poder. Poco tiempo después, dijo: “... el Gobierno Nacional respetará el orden jurídico y la organización económica del país, basada esta última en la propiedad privada, en la libre iniciativa, en la libertad de mercados y de precios que sirvan en forma eficiente y progresista al interés del consumidor, al margen de formas sociales retrasadas y, como tales, antieconómicas”. 
El suceso que marcó su caída fue durante una recepción oficial a un funcionario de la compañía americana Grace, en la cual el presidente estaba ebrio y se comportó de forma indecorosa.
Ante esto lo derrocó un grupo de militares y fue deportado a Panamá. El 11 de julio de 1963 se formó una dictadura militar (junta militar) que duró cerca de tres años hasta el 29 de marzo de 1966. Fue liderada por Ramón Castro Jijón (Presidente de la Junta Militar de Gobierno), Marcos Gándara Enríquez, Luis Cabrera Sevilla y Guillermo Freile Posso.

## Vida pospresidencia
Carlos Julio Arosemena gozó de una considerable popularidad luego de su regreso al país, razón por la cual la dictadura militar del 68 incluyó una cláusula en la nueva constitución que le impedía a él, junto a Velasco Ibarra y Assad Bucaram presentarse a las elecciones presidenciales. Fue senador y diputado en varias ocasiones, siendo sus intervenciones las más célebres y recordadas por su carisma y sarcasmo. Estuvo involucrado y pendiente de la política nacional hasta su muerte, acaecida en Guayaquil, el 5 de marzo de 2004.

## Condecoraciones
- Gran Collar de la Orden Nacional de San Lorenzo, designada al Gran Maestre de la Orden de mayor rango en el Ecuador, presidida por el presidente de la República de turno.
- Condecoración Doctor Honoris Causa, post mórtem otorgada por la Universidad Católica de Santiago de Guayaquil (2004).[7]